# John Stuart Hindmarsh

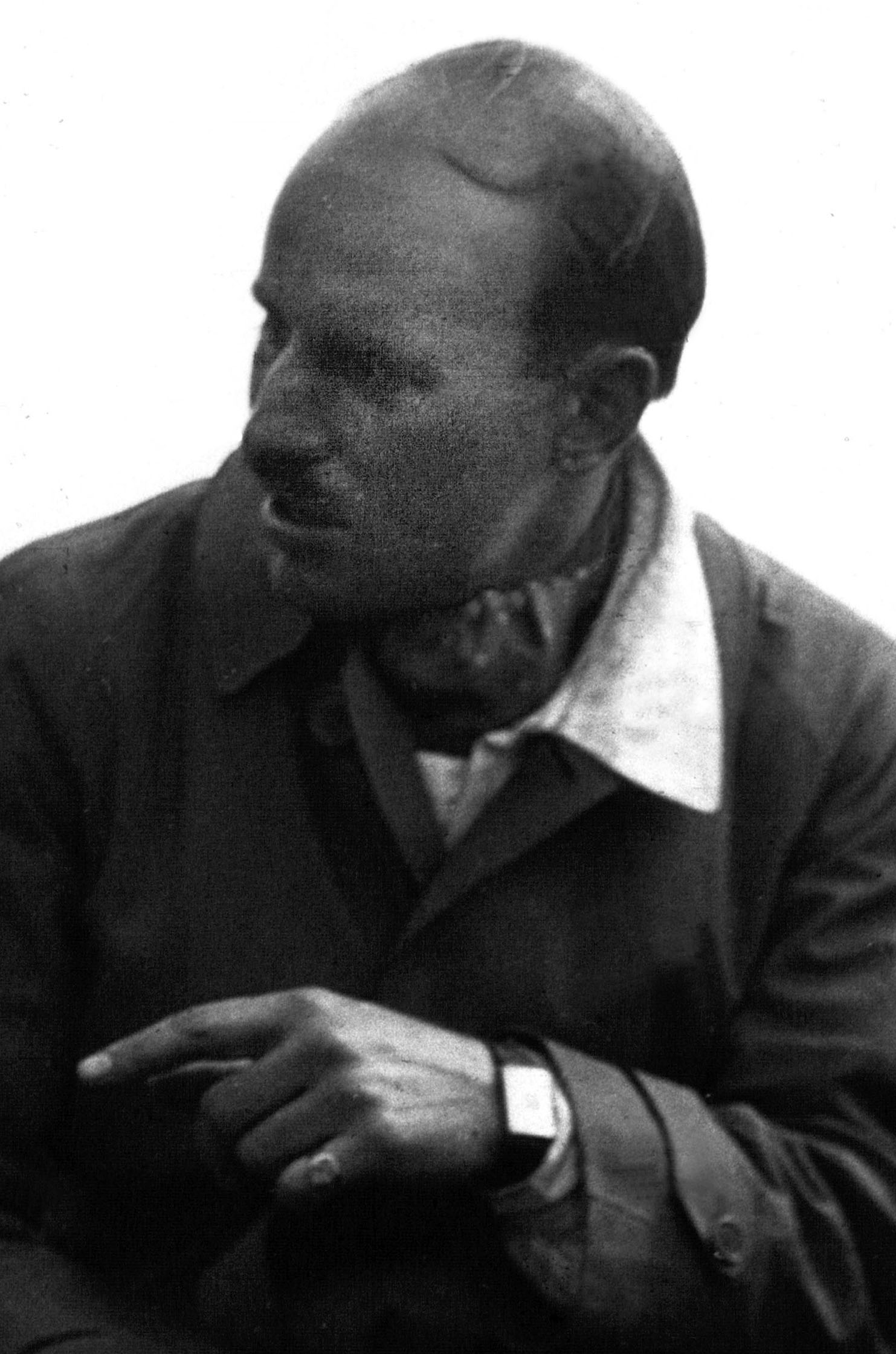
John Stuart Hindmarsh tijdens de 24 uur van Le Mans in 1935.

John Stuart "Johnny" Hindmarsh (25 november 1907 - Surrey, 6 september 1938) was een Brits autocoureur en piloot. In 1935 won hij, samen met Luis Fontés, de 24 uur van Le Mans.

## Carrière
Hindmarsh kwam in 1928 bij het Royal Army Tank Corps terecht. In 1930 leerde hij bij de Royal Air Force om een vliegtuig te besturen.
Hindmarsh reed tijdens zijn autosportcarrière met auto's van Talbot en Lagonda. In 1930 debuteerde hij in de 24 uur van Le Mans; samen met Tim Rose-Richards werd hij in een Talbot 90 vierde in deze race. In 1935 wist hij, met Luis Fontés als co-coureur, in een Lagonda M45R Rapide de race te winnen.
Hindmarsh kwam op 6 september 1938 op 30-jarige leeftijd om het leven toen hij nabij het circuit Brooklands een testvlucht uitvoerde met de Hawker Hurricane I L1652. Hij zou in de cockpit te veel koolstofmonoxide hebben ingeademd, waardoor hij buiten westen raakte. Het vliegtuig stortte bijna verticaal neer en explodeerde bij de impact met de grond.

## Privéleven
In 1931 trouwde Hindmarsh met Violette Cordery, een coureur die meerdere langeafstandsrecords brak. Zij kregen twee dochters, waarvan er een trouwde met coureur Roy Salvadori. Toen Hindmarsh in 1938 om het leven kwam, trok Cordery zich terug uit het openbare leven tot zij op 30 december 1983 overleed.